# SN 2005dl
SN 2005dl – supernowa typu II odkryta 25 sierpnia 2005 roku w galaktyce NGC 2276. W momencie odkrycia miała maksymalną jasność 17,10m.